# Fauna di Porto Rico

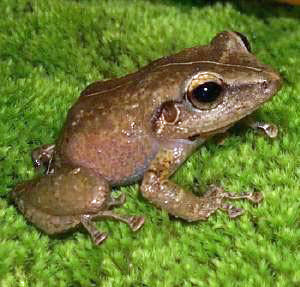
Eleutherodactylus coqui, senza alcun dubbio la specie più emblematica della fauna di Porto Rico.

La fauna di Porto Rico, come quella di numerosi altri arcipelaghi, è caratterizzata da un forte endemismo e da una bassa diversità biologica. I pipistrelli sono i soli mammiferi terrestri indigeni esistenti a Porto Rico. Tutti gli altri mammiferi terrestri della regione, principalmente cani, gatti, capre, pecore, manguste di Giava e scimmie, sono stati introdotti dall'uomo. Tuttavia, delfini, lamantini e balene sono presenti lungo le coste. Delle 349 specie di uccelli, circa 120 nidificano sull'arcipelago, e il 47,5% sono rare. L'animale più riconoscibile e più famoso di Porto Rico è probabilmente Eleutherodactylus coqui, una piccola rana endemica molto rumorosa divenuta uno dei simboli dell'isola. Essa fa parte delle 86 specie che costituiscono l'erpetofauna dell'isola. Non esistono pesci d'acqua dolce indigeni a Porto Rico, ma alcune specie, introdotte dall'uomo, popolano i bacini artificiali e i fiumi. La bassa diversità biologica è evidente anche tra gli invertebrati, che costituiscono la maggior parte della fauna dell'arcipelago. In tutto l'arcipelago, si contano in totale 131 specie endemiche: sei uccelli, due crostacei, due insetti, un miriapode, un mollusco, 30 rettili e anfibi, e 79 ragni, ai quali si aggiungono cinque sottospecie di pipistrelli.
Dopo l'arrivo dei primi uomini circa 4000 anni fa, e soprattutto dopo l'arrivo degli Europei più di 500 anni fa, sull'isola si sono verificati cambiamenti significativi. La caccia, la distruzione degli habitat e l'introduzione di specie di origine straniera hanno portato all'estinzione di alcune Specie locale. I primi programmi di conservazione, come quello per l'amazzone di Porto Rico, risalgono alla seconda metà del XX secolo. Secondo l'Unione internazionale per la conservazione della natura, nel 2002, vi erano 21 specie minacciate a Porto Rico: due mammiferi, otto uccelli, otto rettili e tre anfibi.

## Origine della fauna portoricana

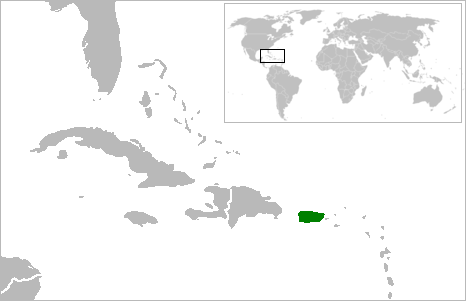
Posizione geografica di Porto Rico.

### Formazione di Porto Rico
La placca caraibica, una placca tettonica oceanica sulla quale sono situate Porto Rico e le Antille (a eccezione di Cuba), si è formata alla fine del Mesozoico. Secondo Rosen, quando l'America Meridionale si separò dall'Africa, si formò un arcipelago di origine vulcanica. Successivamente, in seguito alla formazione di una faglia, tale arcipelago si suddivise a sua volta in quelle che oggi vengono chiamate Grandi e Piccole Antille. In termini geologici, l'arcipelago di Porto Rico è relativamente giovane. Si formò circa 135 milioni di anni fa. Secondo l'ipotesi comunemente accettata, formulata da Howard Meyerhoff, Porto Rico, le isole adiacenti e le isole Vergini a eccezione di Sainte-Croix si formarono durante episodi di vulcanismo durante il Cretaceo. Campioni di roccia provenienti dalla Sierra Bermeja, nella regione sud-occidentale di Porto Rico, risalenti alla fine del Giurassico o all'inizio del Cretaceo, confermano questa teoria.

### Arrivo della fauna sull'arcipelago
Tra gli studiosi è in corso un dibattito per stabilire quando e come gli antenati della fauna vertebrata attuale colonizzarono le Antille, in particolare per sapere se le Antille furono subito delle isole oceaniche o se in un dato periodo costituirono una sorta di connessione tra America Meridionale e Settentrionale. La prima ipotesi, quella che riscuote il maggior consenso, suggerisce un arrivo via mare di una fauna originaria proveniente dall'America Meridionale; l'altra ipotesi suggerisce una speciazione avvenuta sulle Antille primigenie. Questa seconda ipotesi, però, non è supportata dalla totale assenza di mammiferi di grossa taglia, quali gli ungulati, ancora ben rappresentati nei territori vicini. Hedges et al. conclusero che la dispersione fu «il meccanismo principale all'origine del biota delle Antille». In effetti, certi generi di vertebrati terrestri, tra cui Eleutherodactylus, erano già dispersi sulle isole prima che avesse avuto effettivamente luogo un processo di speciazione. Tuttavia, altri animali, come gli insettivori endemici delle Antille (Nesophontes sp., Solenodon marcanoi e altri) e i pesci d'acqua dolce, sembrerebbero aver colonizzato già in precedenza le isole del mar dei Caraibi attraverso altre vie. L'ipotesi di una colonizzazione esterna è confermata dall'analisi dell'arrivo degli antenati dei Capromidi e degli Echimidi delle Antille, secondo la quale un antico membro della famiglia degli Echimidi potrebbe essere giunto sulle Grandi Antille provenendo dall'America Meridionale, passando da un'isola all'altra attraverso le Piccole Antille, o arrivando su Porto Rico o Hispaniola a bordo di zattere di vegetazione alla deriva.
Mac Phee e Iturralde proposero un'ipotesi alternativa secondo la quale i vari cladi di mammiferi arrivarono sulle Antille attorno alla metà del Terziario, all'incirca tra l'Eocene e l'Oligocene. Durante questo periodo una striscia di terra sommersa avrebbe temporaneamente collegato l'America Meridionale nord-occidentale a tre delle Grandi Antille (Cuba, Hispaniola e Porto Rico). Dopo questo evento, durante la frammentazione delle Antille, avrebbe avuto inizio la speciazione.

### Ecosistemi di Porto Rico
A Porto Rico si possono distinguere tre grandi regioni naturali: un massiccio montuoso che occupa tutto il centro dell'isola, culminante a 1338 metri con il Cerro La Punta, delle pianure costiere che cingono tutt'intorno l'isola principale e una regione carsica nel nord di essa, dove l'acqua piovana ha dissolto il substrato di rocce di origine vulcanica sottostanti.
Originariamente, l'ecosistema dominante sull'arcipelago di Porto Rico era senza dubbio la foresta tropicale umida. Al giorno d'oggi, essa è stata in gran parte distrutta dalle attività umane. La foresta nazionale dei Caraibi, chiamata anche El Yunque, situata nella parte orientale dell'isola di Porto Rico, ricopre una superficie di 11.200 ettari e rappresenta gran parte di ciò che rimane attualmente di questo ambiente. Essa è caratterizzata da una topografia accidentata (con una vetta che si spinge a 1059 metri di quota), una piovosità molto elevata e una grande diversità biologica, soprattutto per quanto concerne la flora. È qui che si possono incontrare le celebri Eleutherodactylus coqui o coquí di Porto Rico, oltre a numerose specie di pipistrelli. Sull'isola sono presenti anche delle foreste secche, come quella di Guánica, o cespugliose.
Date le dimensioni dell'isola, ifiumi sono relativamente brevi. Non esiste nessun lago interno, ma una quindicina di bacini artificiali che alimentano i corsi d'acqua.
Le mangrovie sono comuni lungo il litorale dell'arcipelago, ai margini delle baie o attorno alle lagune, laddove l'azione delle onde non si fa sentire. Questi ecosistemi particolari ospitano vari animali acquatici (pesci e molluschi), ma anche uccelli e rettili come le iguane. Il litorale è costeggiato anche da spiagge, delle quali alcune, come quella di La Selva, possono ospitare le tartarughe liuto durante la deposizione delle uova.
Al largo delle coste portoricane si trovano non meno di 3370 km² di barriere coralline. Esse formano degli ecosistemi marini complessi nei quali si incontra una grande varietà di pesci e di invertebrati. Come tutte le barriere coralline dei Caraibi, anch'esse sono minacciate dallo sbiancamento dei coralli, e la loro superficie sta diminuendo molto rapidamente.
L'ultimo cambiamento importante nell'evoluzione della fauna portoricana ebbe luogo circa 10.000 anni fa, quando avvenne l'innalzamento del livello del mare alla fine dell'era glaciale. Esso generò cambiamenti ambientali enormi: Porto Rico, originariamente ricoperta da una savana secca, si trasformò nell'ambiente umido e forestale che è oggi, e tale mutamento fu responsabile di massicce estinzioni, soprattutto a carico delle specie vertebrate.

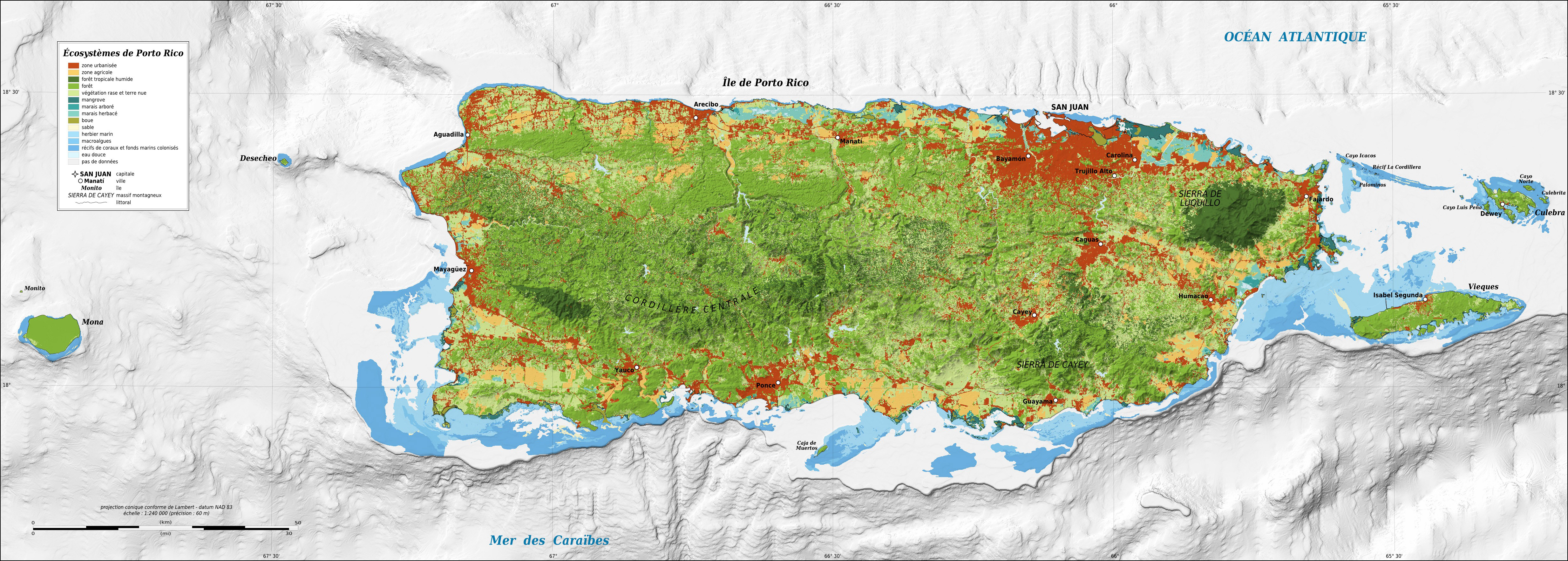
Mappa degli ecosistemi di Porto Rico.

## Mammiferi

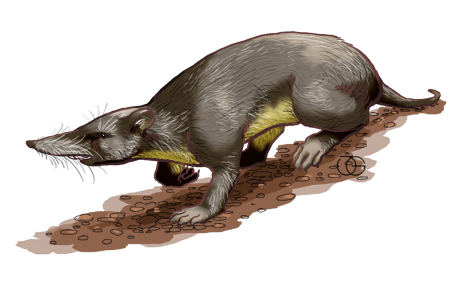
Rappresentazione artistica del toporagno portoricano, attualmente estinto.

Come quella di numerose altre isole, la diversità dei mammiferi di Porto Rico è scarsa rispetto a quella delle regioni continentali. Si contano attualmente tredici specie di mammiferi native dell'isola, tutte pipistrelli. Inoltre, diciotto specie di mammiferi marini, tra cui lamantini, delfini e balene, sono comuni nelle acque dell'arcipelago. Alcuni fossili attestano l'esistenza di un toporagno (il toporagno portoricano, Nesophontes edithae), di un bradipo (il bradipo portoricano), di altri tre pipistrelli (Macrotus waterhousii, Monophyllus plethodon e Phyllonycteris major) e di cinque roditori (un hutia gigante, Elasmodontomys obliquus, un hutia, Isolobodon portoricensis, e tre echimidi, Heteropsomys antillensis, Heteropsomys insulans e Puertoricomys corozalus) attualmente scomparsi. Per spiegare la loro scomparsa, Woods afferma che «i taxa evolutisi su isole oceaniche senza alcun competitore o predatore potrebbero non essere stati in grado di adattarsi a rapidi cambiamenti ambientali, come i mutamenti climatici delle ere glaciali o la competizione o predazione da parte di animali introdotti improvvisamente».

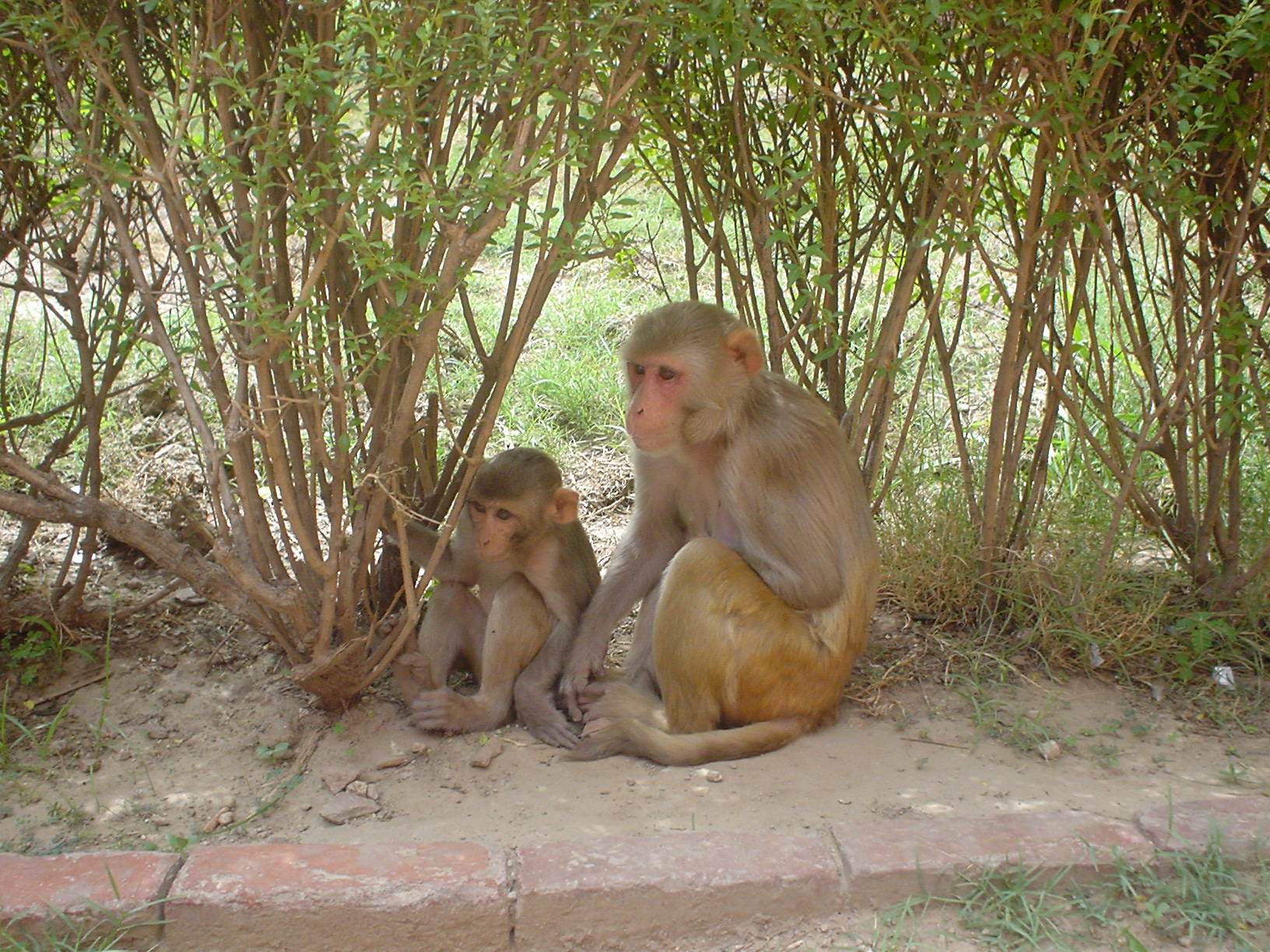
Il macaco reso, un mammifero introdotto a Porto Rico.

Altri mammiferi terrestri sono stati introdotti nel corso della storia di Porto Rico. I primi colonizzatori introdussero prima di tutto nell'arcipelago cani e porcellini d’India originari dell'America Meridionale o Centrale. Dopo di questi i Taino introdussero gli hutia da Hispaniola come fonte di cibo. Quando gli Spagnoli colonizzarono l'isola agli inizi del XVI secolo, portarono con sé cani, gatti, capre, maiali, bovini, cavalli e asini. Altre specie come il ratto nero (Rattus rattus), il surmolotto (Rattus norvegicus) e il topo domestico (Mus sp.) vennero introdotte involontariamente come passeggeri clandestini, forse già in seguito all'arrivo di Cristoforo Colombo nel 1493. Più recentemente, altre specie sono state introdotte come mezzo di controllo biologico delle specie nocive. Per esempio, la mangusta di Giava (Herpestes javanicus) venne introdotta nel XIX secolo per limitare i danni causati dai ratti nelle piantagioni di canna da zucchero. Questa introduzione fu un completo fallimento: la mangusta non è riuscita a limitare la popolazione di ratti, ma essa stessa ha contribuito al declino di alcune specie indigene come l'ittero spallegialle e, forse, la parula dell’elfin.
Nel contesto di uno studio sull'adattamento delle specie animali, 57 macachi reso (Macaca mulatta) furono introdotti sull'isola di Desecheo e su altre isole meridionali dell'arcipelago nel 1967. Prima dell’introduzione, Desecheo ospitava la maggiore colonia di nidificazione della sula fosca, ma a causa del consumo delle uova da parte dei macachi, sull’isola attualmente non nidifica alcuna specie di uccello. I tentativi per tenere sotto controllo e sopprimere la specie non hanno avuto successo ed essa ha esteso la sua area di influenza a tutta la parte sud-occidentale di Porto Rico. Anche altri primati hanno stabilito una popolazione a Porto Rico. Così, a seguito di un atto vandalico, 107 saimiri fuggirono da una stazione di ricerca a Sabana Seca alla fine degli anni ’70. L’ultima stima di questa popolazione era di 35 individui.

### Mammiferi marini

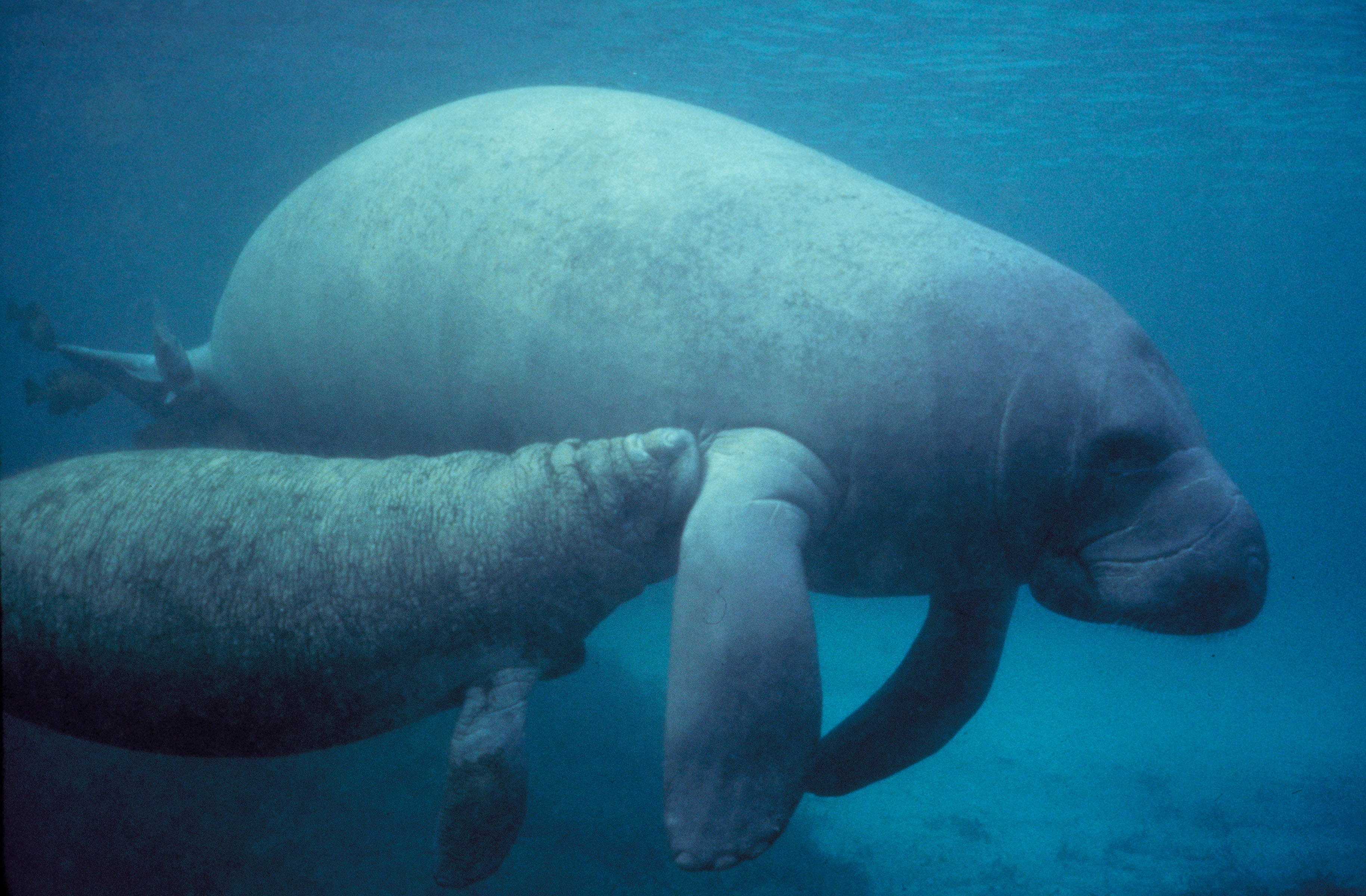
Il lamantino dei Caraibi, un mammifero marino di Porto Rico.

Il più celebre mammifero marino delle acque portoricane è certamente il lamantino dei Caraibi (Tricherus manatus manatus), classificato come vulnerabile dalla IUCN. Le acque dell’arcipelago costituiscono uno dei principali habitat della specie. I lamantini attirarono particolarmente l’attenzione del pubblico dopo che un lamantino di due mesi soprannominato Moisés venne salvato e allevato per 27 mesi dal Caribbean Stranding Network (CSN). Moisés fu il primo lamantino orfano allevato in cattività rilasciato con successo nei Caraibi. L'animale divenne un'icona della cultura e della scienza di Porto Rico, soprattutto quando Tony Croatto, un cantante di origine italiana divenuto celebre a Porto Rico, scrisse una canzone intitolata Moisés. Inoltre, la municipalità portoricana di Manatí (parola che significa lamantino in spagnolo) deve probabilmente il suo nome alla specie.
Durante l'inverno boreale, le acque di Porto Rico divengono anche un sito importante per la riproduzione della megattera. L'osservazione delle balene è un'attività turistica popolare nella municipalità di Rincón, nella parte occidentale di Porto Rico.

### Pipistrelli
I pipistrelli presenti a Porto Rico appartengono a cinque famiglie (Nottilionidi, Mormoopidi, Fillostomidi, Vespertilionidi e Molossidi) e comprendono in totale tredici specie, delle quali cinque sottospecie endemiche dell'arcipelago. Sette delle tredici specie sono insettivore, quattro sono considerate frugivore, una si nutre di nettare e un'altra di pesce. Il numero totale di specie è basso rispetto a quello che si può riscontrare sulle altre isole delle Grandi Antille. Per esempio, la Giamaica, grande circa 1,2 volte Porto Rico, ospita 21 specie (1,6 volte di più di Porto Rico). Una spiegazione possibile è la grande distanza che separa l’arcipelago dalle principali aree continentali ricche di biodiversità. La Giamaica, per esempio, è più vicina a Cuba e a Hispaniola, a loro volta più vicine all’America Centrale e Settentrionale.
I pipistrelli giocano un ruolo importante nell’ecologia delle foreste e delle grotte di Porto Rico e contribuiscono a limitare la popolazione di zanzare. Dieci delle tredici specie vivono in grotte e hanno un basso tasso di riproduzione; l’areale più ricco di specie è la foresta nazionale dei Caraibi, dove sono presenti undici specie. Stenoderma rufum, endemico di Porto Rico, gioca un ruolo importante nell'ecologia delle foreste di Dacryodes excelsa dei monti Luquillo. Si pensa che sia l'unica specie incaricata della dispersione dei semi di Manilkara bidentata. Le feci dei pipistrelli (guano) contribuiscono allo sviluppo della vita nelle grotte, fornendo nutrimento a numerosi invertebrati spazzini e detritivori e, di conseguenza, ai loro predatori.
Le specie di pipistrello presenti nell’arcipelago di Porto Rico sono: il pipistrello pescatore (Noctilio leporinus), il Mormoops blainvillei, lo Pteronotus parnellii, lo Pteronotus quadridens, l’artibeo della Giamaica (Artibeus jamaicensis), la pipistrello testa di porco (Brachyphylla cavernarum), l'Erophylla sezekorni, il Monophyllus redmani, lo Stenoderma rufum, l'Eptesicus fuscus, il Lasiurus borealis, il Molossus molossus e il molosso del Brasile (Tadarida brasiliensis).

## Uccelli

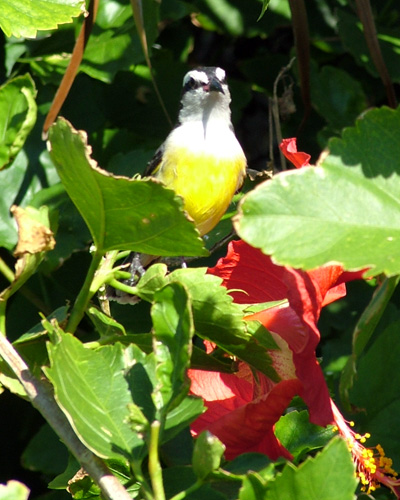
Il bananero, l'uccello più abbondante dell'isola.

L'avifauna di Porto Rico comprende 349 specie, delle quali sedici endemiche dell'arcipelago. Si tratta del picchio di Porto Rico, del todo di Porto Rico, del cuculo lacertiero di Porto Rico, dell'amazzone di Porto Rico, del mango verde, dello smeraldo di Porto Rico, dell'assiolo di Porto Rico, del succiacapre di Porto Rico, del piuì delle Piccole Antille, del pigliamosche di Porto Rico, del vireo di Porto Rico, della parula di Adelaide, della parula dell’elfin, della tanagra di Porto Rico, del ciuffolotto di Porto Rico e dell'ittero spallegialle. Quasi la metà delle specie (166) sono accidentali, il che significa che sono state avvistate sull'isola una o due volte soltanto, e 42 specie sono state introdotte, direttamente o indirettamente (principalmente a causa di modificazioni dell'habitat), dall'uomo. Circa 120 specie, indigene o introdotte, nidificano regolarmente nell'arcipelago.

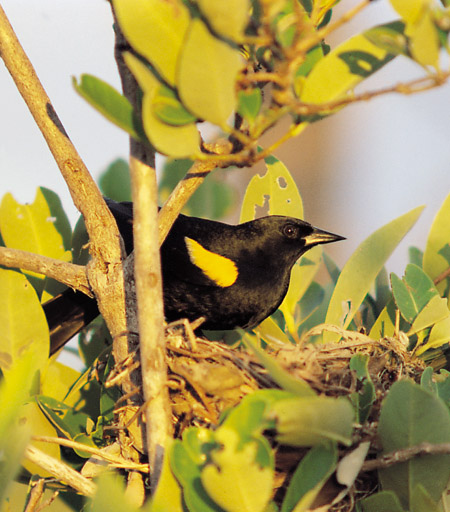
L’ittero spallegialle, uno dei 16 uccelli endemici dell'arcipelago.

L'avifauna è prevalentemente originaria del continente nordamericano (più precisamente delle regioni meridionali dell'America Settentrionale e dell'America Centrale), con alcune specie sudamericane che hanno colonizzato il territorio da poco tempo. Le famiglie originarie dell'America Meridionale presenti nelle Grandi Antille sono i colibrì (Trochilidi), i Tirannidi, i bananero (Cerebidi) e i Traupidi. La teoria prevalente suggerisce che gli uccelli abbiano colonizzato l'arcipelago tramite dispersione transoceanica durante i periodi glaciali del Pleistocene. Gli uccelli più primitivi delle Antille sono i Todidi, che hanno un proprio rappresentante endemico a Porto Rico, il todo di Porto Rico.
L’avifauna di Porto Rico si è ridotta a seguito dell’estinzione e della scomparsa locale di diverse specie, sia a causa di forze naturali che a seguito dell’intervento umano. Per esempio, i fossili hanno provato l’esistenza di una specie della famiglia degli Apodidi, Tachomis uranoceles, risalente alla fine del Pleistocene (17.000-21.000 anni fa). Si ritiene che questa specie sia scomparsa in seguito alla modificazione del suo habitat da parte della glaciazione di Würm. Almeno sei specie endemiche si sono estinte nel corso dell’ultimo millennio: il barbagianni portoricano (Tyto cavatica), il caracara portoricano (Polyborus latebrosus), il pappagallo portoricano (Aratinga chloroptera maugei), la beccaccia portoricana (Scolopax anthonyi), il Geotrygon larva e il Nesotrochis debooyi. Con una popolazione di tredici individui nel 1975, l'amazzone di Porto Rico ha rischiato di divenire la settima, ma i programmi di conservazione hanno consentito di salvare la specie dall'estinzione. Tuttavia, essa rimane una delle dieci specie di uccelli più minacciate del mondo. Quattro uccelli portoricani, il parrocchetto di Hispaniola, il corvo collobianco, il corvo di Cuba e il limpkin, scomparvero da Porto Rico in seguito all'espansione della popolazione umana nella seconda metà del XIX secolo, e altre tre specie, la dendrocigna pancianera, il rallo nerastro e il fenicottero, non nidificano più nell'arcipelago.

## Anfibi e rettili

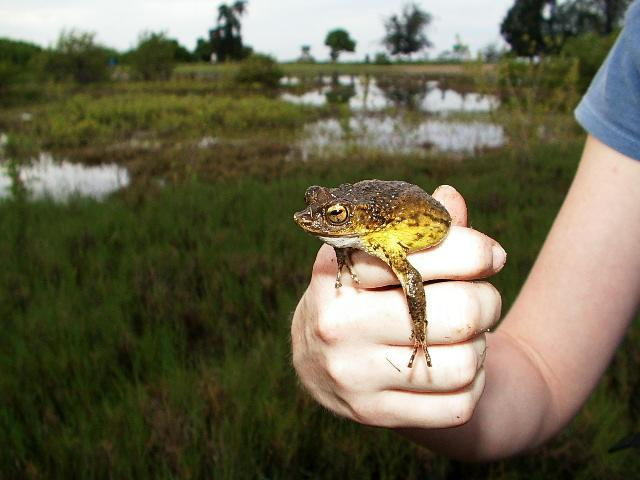
Il rospo di Porto Rico è una specie di anfibio endemica dell'isola.

L'erpetofauna di Porto Rico comprende 25 specie di anfibi e 61 di rettili. La maggior parte dei cladi di rettili terrestri sono probabilmente giunte dall'America Meridionale via mare. Poche prove, infatti, permettono di sostenere l'ipotesi alternativa di una speciazione avvenuta nelle Antille. Si pensa che il resto dell'erpetofauna sia arrivata nelle Antille nello stesso modo e, successivamente, sia andata incontro a speciazione sulle isole. Da ciò risulta che Porto Rico, e i Caraibi in generale, possiedono una delle più alte percentuali al mondo di endemismi tra gli anfibi e i rettili. Le specie di anfibi di Porto Rico appartengono a quattro famiglie: Bufonidi (4 specie), Ilidi (3 specie), Leptodattilidi (18 specie) e Ranidi (2 specie). I rettili comprendono tartarughe (d'acqua dolce e marine), lucertole, anfisbene, serpenti e un caimano.
Tutte le specie di Ranidi e di Ilidi di Porto Rico sono state introdotte. Una specie della famiglia dei Bufonidi, il rospo marino, è stata introdotta, mentre l'altra, il rospo di Porto Rico, è endemica ed è attualmente in pericolo critico di estinzione. Il rospo marino venne introdotto sull'isola negli anni venti per controllare le popolazioni dei dannosi maggiolini della canna da zucchero (Phyllophaga sp.). Tutte le specie della famiglia dei Leptodattili sono indigene. Delle diciotto specie di leptodattilidi diciassette appartengono al genere Eleutherodactylus e sono note comunemente a Porto Rico con il nome di coquí. Tre di queste, Eleutherodactylus karlschmidti, Eleutherodactylus jasperi ed Eleutherodactylus eneidae, sono quasi estinte. Eleutherodactylus jasperi è l’unica specie vivipara della famiglia dei Leptodattili ed Eleutherodactylus cooki è l’unico membro del genere Eleutherodactylus a presentare dimorfismo sessuale sia nelle dimensioni che nella colorazione. Il coquí comune (Eleutherodactylus coqui) è un simbolo non ufficiale di Porto Rico e un protagonista importante della cultura portoricana. Quattordici delle diciassette specie di coquí sono endemiche dell'arcipelago, da cui la frase comunemente utilizzata dai Portoricani per affermare il loro orgoglio nazionale: «De aquí como el coquí» («di qui come il coquí»).

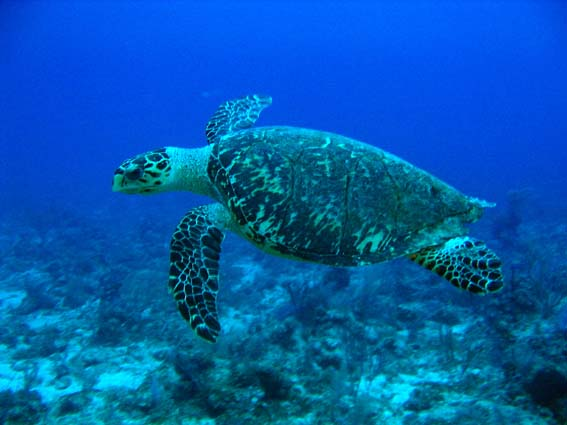
La tartaruga embricata, una specie gravemente minacciata.

Le tartarughe di Porto Rico includono forme d'acqua dolce (cinque specie, delle quali due estinte) e marine (cinque). Due di queste specie sono gravemente minacciate: la tartaruga embricata e la tartaruga liuto. Le minacce che gravano su queste specie sono principalmente la distruzione del loro habitat e la cattura illegale di uova e di esemplari. Il caimano dagli occhiali, una specie introdotta, è il solo rappresentante dell'ordine dei Coccodrilli a Porto Rico. La più grossa lucertola terrestre dell’arcipelago è la Cyclura cornuta stejnegeri. Si tratta di una sottospecie dell’iguana rinoceronte (Cyclura cornuta) endemica dell’isola Mona, situata nello stretto tra l’isola principale di Porto Rico e la Repubblica Dominicana. Un'altra specie di Cyclura di taglia simile è Cyclura pinguis, un tempo presente in tutto l’arcipelago ma ormai scomparsa a causa della predazione da parte di cani, gatti e uomini, della distruzione dell’habitat e della competizione con capre e maiali. Attualmente è presente unicamente ad Anegada.

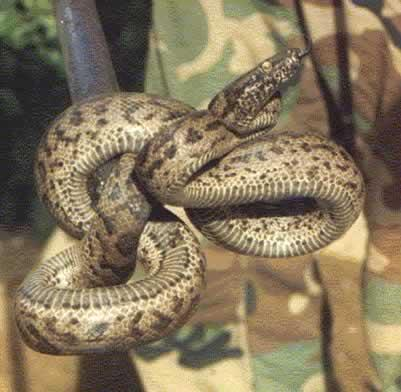
Il boa di Porto Rico, il più grande serpente di Porto Rico.

Le undici specie di serpenti presenti sull’isola sono generalmente considerate non velenose, ma alcuni ricercatori sono giunti alla conclusione che almeno una di esse, Alsophis portoricensis, secerna del veleno. Queste specie appartengono a tre famiglie e quattro generi: Tiflopidi (genere Thyplops), Boidi (Epicrates) e Colubridi (Alsophis e Arrhyton). Il più grosso serpente di Porto Rico è il boa di Porto Rico (Chilabothrus inornatus), un serpente endemico che può raggiungere i 3,7 m. La dieta dei serpenti di Porto Rico è costituita da rettili (Ameiva, Anolis, gechi), da coquí e altre rane e, più raramente, da topi, uccelli e pipistrelli (catturati esclusivamente dal boa portoricano).
La lucertola più comune a Porto Rico è Anolis pulchellus. Le lucertole del genere Anolis dell'arcipelago, e delle Grandi Antille in generale, rappresentano un caso interessante di radiazione evolutiva. Infatti, le lucertole delle Grandi Antille sono più imparentate con specie diverse della stessa isola che con individui della stessa specie presenti su altre isole. Sorprendentemente, anche se la differenziazione tra specie si è creata indipendentemente su ogni isola, in ognuna di esse si è sviluppato lo stesso genere di adattamenti agli stessi habitat.

## Pesci

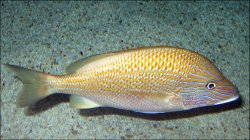
Il grugnitore bianco (Haemulon plumierii), uno dei pesci di barriera più comuni ai Caraibi.

La prima descrizione dei pesci di Porto Rico fu realizzata da Cuvier e Valenciennes nel 1828. Essi recensirono 33 taxa presenti nell'arcipelago. Porto Rico ospita poche specie d'acqua dolce indigene; tuttavia, sono più di 30 le specie introdotte, originarie principalmente dell'Africa, dell'America Meridionale e degli Stati Uniti sud-orientali, che si sono stabilite nell'arcipelago, e 60 le specie marine che soggiornano nelle acque dolci di Porto Rico in vari periodi dell'anno. Le introduzioni sono state sia intenzionali che accidentali. Scopo delle introduzioni intenzionali era di incrementare la pesca sportiva, sia come fonte di divertimento che di alimentazione, di tenere sotto controllo la popolazione di zanzare, e di fornire prede ai persici trota. Le introduzioni accidentali, come quella dello Pterygoplichthys multiradiatus, vengono principalmente attribuite al rilascio in natura di specie allevate negli acquari. Dal 1936, il dipartimento portoricano delle risorse ambientali e naturali gestisce un vivaio nella municipalità di Maricao. Circa 25.000 pesci, tra cui il persico trota, il persico pavone e il pesce gatto maculato, nonché alcune specie di tartarughe, vengono allevati ogni anno per essere liberati nei bacini artificiali e nei fiumi di Porto Rico.
Nelle acque oceaniche di Porto Rico si incontrano tre tipi di habitat, le mangrovie, le barriere coralline e le praterie marine. In totale, in questi habitat vivono 677 specie di pesci, di cui 242 vivono nelle barriere coralline. Le specie di pesci presenti nelle barriere coralline portoricane sono quelle rappresentative della fauna dei Caraibi. Si incontrano soprattutto labridi, pesci damigella, grugnitori bianchi (Haemulon plumierii), grugnitori blu (Haemulon sciurus), pesci pappagallo reali (Scarus vetula) e squali (della famiglia dei Carcarinidi). L'Archosargus rhomboidalis e il Gerres cinereus sono le specie che si incontrano più di frequente tra le mangrovie. Altre specie interessanti sono i pesci piatti, con 21 specie registrate, e gli squali, con più di 20 specie. Lo squalo longimano e lo squalo sericeo sono molto numerosi nello stretto di Mona.

## Invertebrati
La fauna invertebrata di Porto Rico è ricca, ma poco diversificata rispetto ad altre faune neotropicali. Rispetto a quella di altre isole delle Antille, è stata studiata approfonditamente.

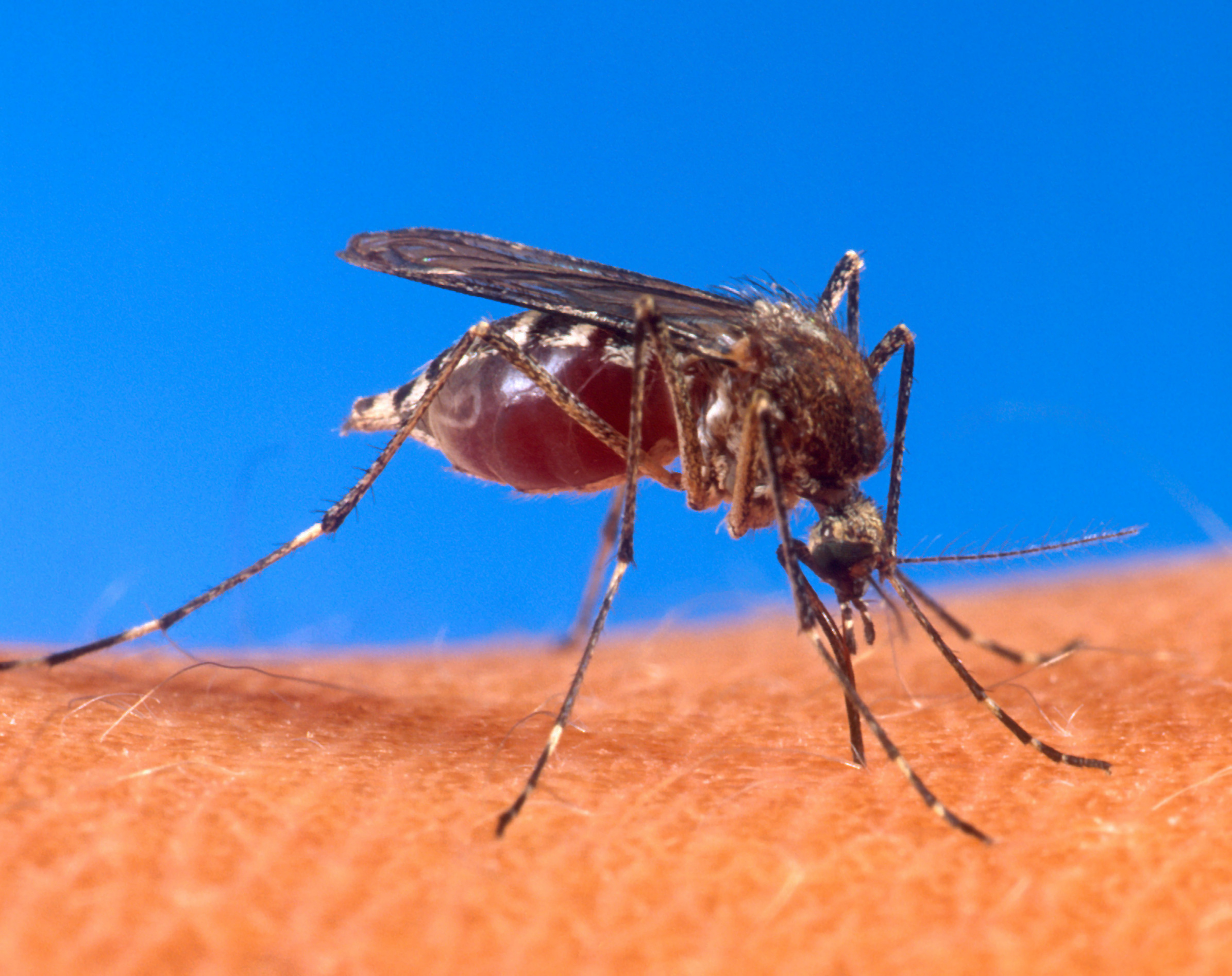
Aedes aegypti, certamente la zanzara più celebre di Porto Rico e vettore del virus della dengue.

La fauna degli insetti di Porto Rico, come quella della maggior parte dei taxa di invertebrati, è molto povera se paragonata a quella del continente. Per esempio, a Porto Rico sono presenti appena 300 specie di farfalle, contro le oltre 600 specie di Trinidad e le oltre 1500 specie censite in una regione di 7,50 km² del Brasile. Nel 1998, delle 925.000 specie di insetti allora classificate, solamente 5573 erano presenti a Porto Rico. In termini di diversità, dei 31 ordini di insetti, 27 sono presenti sull'arcipelago. Gli ordini assenti sono gli Archeognati, i Nototteri, i Plecotteri e i Mecotteri. La più grande collezione di insetti di Porto Rico si trova al Museo de Entomología y Biodiversidad Tropical («Museo di Entomologia e Biodiversità Tropicale»), che fa parte della stazione sperimentale di scienze agrarie dell'Università di Porto Rico.
Gli aracnidi sono molto importanti negli ecosistemi forestali, sia come predatori che come prede. In alcuni tipi di foresta, come in quelle di Dacryodes excelsa, essi rappresentano i principali predatori arboricoli invertebrati; i ragni ne sono i rappresentanti più numerosi. Le 27 specie di ragni della foresta del Commonwealth di Maricao appartengono a cinque famiglie: Uloboridi, Folcidi, Terididi, Linifidi e Araneidi. Si pensa che il Theotima minutissima, una piccola specie di ragno che si trova in abbondanza nella foresta nazionale dei Caraibi, pratichi la partenogenesi, cioè si riproduce senza che la femmina venga fecondata da un maschio.
Altri invertebrati terrestri di Porto Rico sono i vermi di terra e gli animali che vivono dentro le grotte. Sono state descritte diciotto specie indigene di vermi di terra, con undici specie appartenenti alla famiglia dei Glossoscolecidi, tre alla famiglia dei Megascolecidi e quattro alla famiglia degli Exxidi. Nelle grotte portoricane sono state trovate 78 specie di invertebrati. Sei di queste specie sono presenti solamente nelle Antille, 23 provengono dall'America Settentrionale e 23 sono endemiche di Porto Rico. Solamente due specie sono troglodite e vivono unicamente nelle grotte. Il 45% delle specie è predatrice e il restante 55% si nutre di guano, è detritivora o erbivora. La maggior parte di questi animali è verosimilmente giunta a Porto Rico durante il Pleistocene.

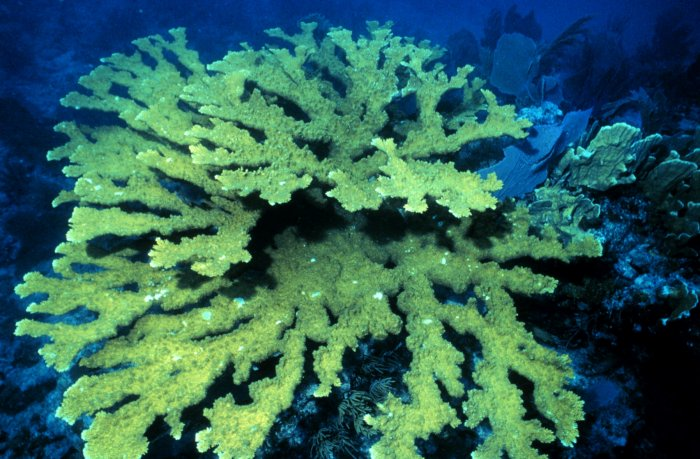
Corallo corna d’alce, una specie classificata come minacciata.

La fauna invertebrata marina di Porto Rico è costituita da 61 spugne, 171 cnidari, 8 nemertini, 1176 molluschi, 129 anellidi (policheti), 342 crostacei, 165 echinodermi, 131 briozoi, 117 coralli duri, 99 coralli molli e gorgonie, 13 corallimorfi e 8 idrozoi. Le specie di corallo presenti nelle barriere di Porto Rico sono quelle caratteristiche dei Caraibi. Si incontrano più comunemente il corallo stellato gigante (Montrastaea annularis), la porite digitata (Porites porites) e il corallo corna d’alce (Acropora palmata).
L'introduzione di altri invertebrati ha avuto un effetto notevole sulla fauna portoricana. Così, le chiocciole indigene d'acqua dolce, tra cui Physa cubensi, sono diminuite in seguito alla competizione con le specie introdotte. Attualmente, la chiocciola d'acqua dolce più numerosa a Porto Rico è la melania granulosa (Tarebia granifera), una specie introdotta. Un altro invertebrato introdotto a Porto Rico è l'ape. Questo animale è entrato in competizione con l'amazzone di POrto Rico per il possesso delle cavità utilizzate per nidificare nella foresta nazionale dei Caraibi. Le api assassine, che costituiscono un problema molto più serio per gli uccelli che nidificano nelle cavità secondarie, hanno recentemente esteso la loro area d'influenza a Porto Rico. Nell'arcipelago sono state introdotte anche diciotto specie di formiche. Oggi queste ultime sono divenute uno dei taxa più numerosi nelle lettiere di foglie.

## Impatto umano e conservazione
La fauna di Porto Rico è stata sottoposta all'influenza dell'uomo fin dall'arrivo degli ortiroidi, i primi colonizzatori dell'arcipelago, circa 4000 anni fa. La fauna indigena è stata utilizzata dalla popolazione dell'isola come fonte alimentare, o sfruttata per le pelli e il commercio. Un grave declino delle popolazioni e della diversità della fauna delle isole ha avuto inizio con l'arrivo dei coloni europei nel XVI secolo. La distruzione degli habitat, in primo luogo la deforestazione per far spazio a piantagioni di canna da zucchero, ebbe un effetto devastante sulla fauna di Porto Rico durante la seconda parte del XIX secolo. Inoltre, le specie introdotte dall'uomo come il ratto, il gatto, la mangusta di Giava e il rospo marino ebbero un profondo impatto sulla fauna indigena. I ratti dell'isola di Monito sono uno dei fattori che limitano il numero di esemplari di una specie endemica, il geco Sphaerodactylus micropithecus (gecko de Monito in spagnolo). I gatti selvatici dell'isola di Mona sono stati visti attaccare la tortorina comune e alcuni rettili endemici, e si ritiene contribuiscano alla riduzione dei giovani esemplari di iguana di Mona. Le manguste di Giava, invece, mangiano i nidiacei delle amazzoni di Porto Rico.
I programmi di conservazione mirano sia a proteggere gli habitat che le specie. A Porto Rico è protetta in tutto un'area di circa 8,95 km² (pari al 3,4% della superficie totale), suddivisa in 34 riserve. Secondo la IUCN, a Porto Rico sono presenti 21 specie minacciate: due mammiferi, otto uccelli, otto rettili e tre anfibi. Il governo federale degli Stati Uniti protegge cinque mammiferi, due anfibi, otto uccelli e dieci rettili ai fini dell'Endangered Species Act federale. Il governo portoricano, attraverso il «Dipartimento delle risorse naturali e ambientali» (DNER), possiede una sua propria lista di specie minacciate, comprendente diciotto specie gravemente minacciate (tre anfibi, sette uccelli, tre rettili, due pesci e tre invertebrati) e quattordici specie in pericolo. Il DNER utilizza il sistema di classificazione della IUCN per stabilire le priorità di salvaguardia delle specie.

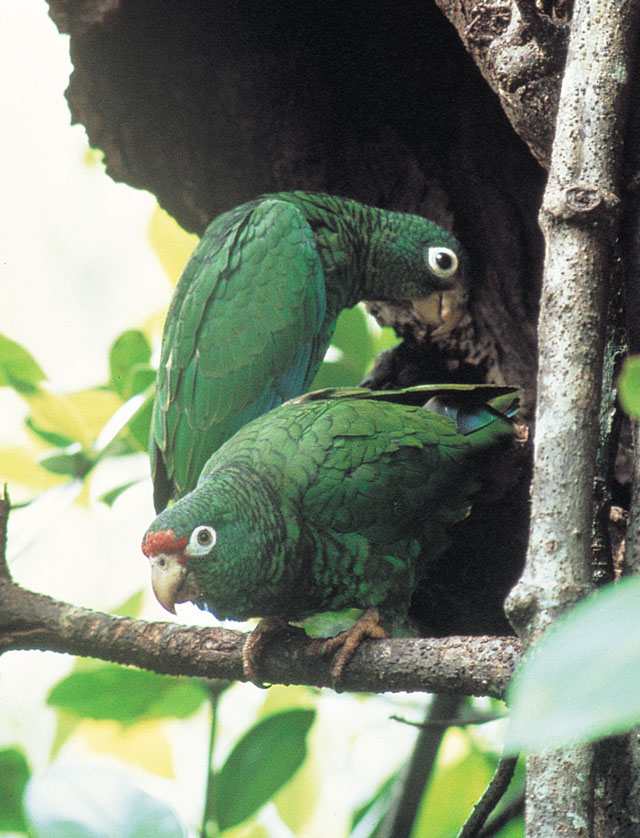
I programmi di conservazione hanno salvato l’amazzone di Porto Rico dall'estinzione.

Attualmente le maggiori attenzioni ai fini della conservazione sono rivolte agli uccelli. Il piano di salvaguardia più efficace è certamente quello volto alla conservazione dell'amazzone di Porto Rico. Istituito nel 1968, si è prefissato come obiettivo principale quello di elevare lo stato di conservazione della specie da critico a minacciato entro il 2020. Altri obiettivi fissati sono l'inserimento in natura di due popolazioni (che nell'arco di 5 anni raggiungano un numero di 500 individui o più), la protezione dell'habitat di queste popolazioni e il controllo dei predatori, dei parassiti e di altre specie entrate in conflitto con l'amazzone. Attualmente, la popolazione totale di amazzoni selvatiche è di 44 esemplari, mentre altri 105 esemplari vivono in cattività. Questo programma è stato fondamentale per lo sviluppo della coscienza ecologica a Porto Rico.
Il Puerto Rico Breeding Bird Survey (PRBBS), istituito nel 1997, è un programma il cui scopo è monitorare lo stato di conservazione e i trend di sviluppo delle popolazioni di uccelli che nidificano a Porto Rico. Le informazioni raccolte durante i suoi studi vengono utilizzate dallo United States Fish and Wildlife Service (USFWS) per impostare le priorità in termini di conservazione degli uccelli. Lo USFWS conduce altri programmi di conservazione, rivolti soprattutto agli uccelli migratori che giungono a Porto Rico e sulle isole Vergini, e gestisce cinque rifugi per la vita selvatica a Cabo Rojo, Laguna Cartagena, Vieques, Culebra e Desecheo. Anche altre istituzioni operano per garantire la conservazione degli uccelli a Porto Rico, come la società ornitologica portoricana e l'associazione di storia naturale di Porto Rico.
L'attenzione dei conservazionisti di Porto Rico è rivolta anche alla salvaguardia dell'ambiente marino. L'arcipelago ha circa 1128 km di coste e 3370 km² di barriere coralline. Il dipartimento delle risorse naturali di Porto Rico preserva 25 aree marine, ma solamente due di queste sono interdette a ogni genere di intervento antropico. Tutte le specie di tartaruga delle acque di Porto Rico sono considerate minacciate più o meno gravemente. Alcuni programmi di conservazione condotti dal governo degli Stati Uniti e dall'associazione Earthwatch hanno contribuito a rivolgere l'attenzione del pubblico al problema delle tartarughe e hanno inoltre consentito una diminuzione del consumo di uova e di carne di tartaruga.